# Laddi
Laddi (bürgerlich Þórhallur Sigurðsson; * 20. Januar 1947 in Hafnarfjörður) ist ein isländischer Schauspieler, Musiker und Synchronsprecher.
Laddi war Schlagzeuger in der Band Faxa und später Sänger der Bands Tárin und Ömum. In den 1980er Jahren bildete er zusammen mit seinem Bruder Haraldur Sigurðsson das Comedy- und Musikduo Halli og Laddi. Zudem trat er im Musikvideo zu Triumph of a Heart der Sängerin Björk auf.
Als Synchronsprecher lieh Laddi unter anderem der Figur Asterix in mehreren isländischen Fassungen der Asterix-Filme seine Stimme. Außerdem sprach er den Chef in Schneewittchen und die sieben Zwerge sowie den Dschinni in Aladdin.

## Filmografie (Auswahl)

### Darsteller
(Quelle: )
- 1984: Hvítir mávar als Karl
- 1985: Landluft als Hilmar vatnsveitumaður
- 1986: Stella í orlofi als Salomon
- 1989: Am Gletscher als Jódínus Álfberg
- 1989: Magnús als Theódór Ólafsson
- 1992: Der Männerchor als Jón
- 2000: Ikingut - Die Kraft der Freundschaft als Þjónn Sýslumanns
- 2001: Regína als Jordan
- 2002: Stella í framboði als Salomon
- 2009: Jóhannes als Jóhannes
- 2011: Okkar eigin Osló als Havel
- 2013: Ófeigur gengur aftur als Ófeigur
- 2013: Das erstaunliche Leben des Walter Mitty als Schiffscaptain

### Isländischer Synchronsprecher
(Quelle: )
- 1993: Aladdin als Dschinni
- 1994: Däumeline als Jacquimo
- 1994: Der König der Löwen als Timon
- 1995: 101 Dalmatiner als Roger
- 1997: Hercules als Pech und Hermes
- 1998: Mulan als Mushu
- 2003: Bärenbrüder als Benny
- 2013: Die Eiskönigin – Völlig unverfroren als Herzog von Pitzbühl

## Diskografie (Auswahl)
(Quelle: )
- 1981: Deió
- 1983: Allt í Lagi Með Það
- 1990: Of Feit Fyrir Mig